# 性博物馆

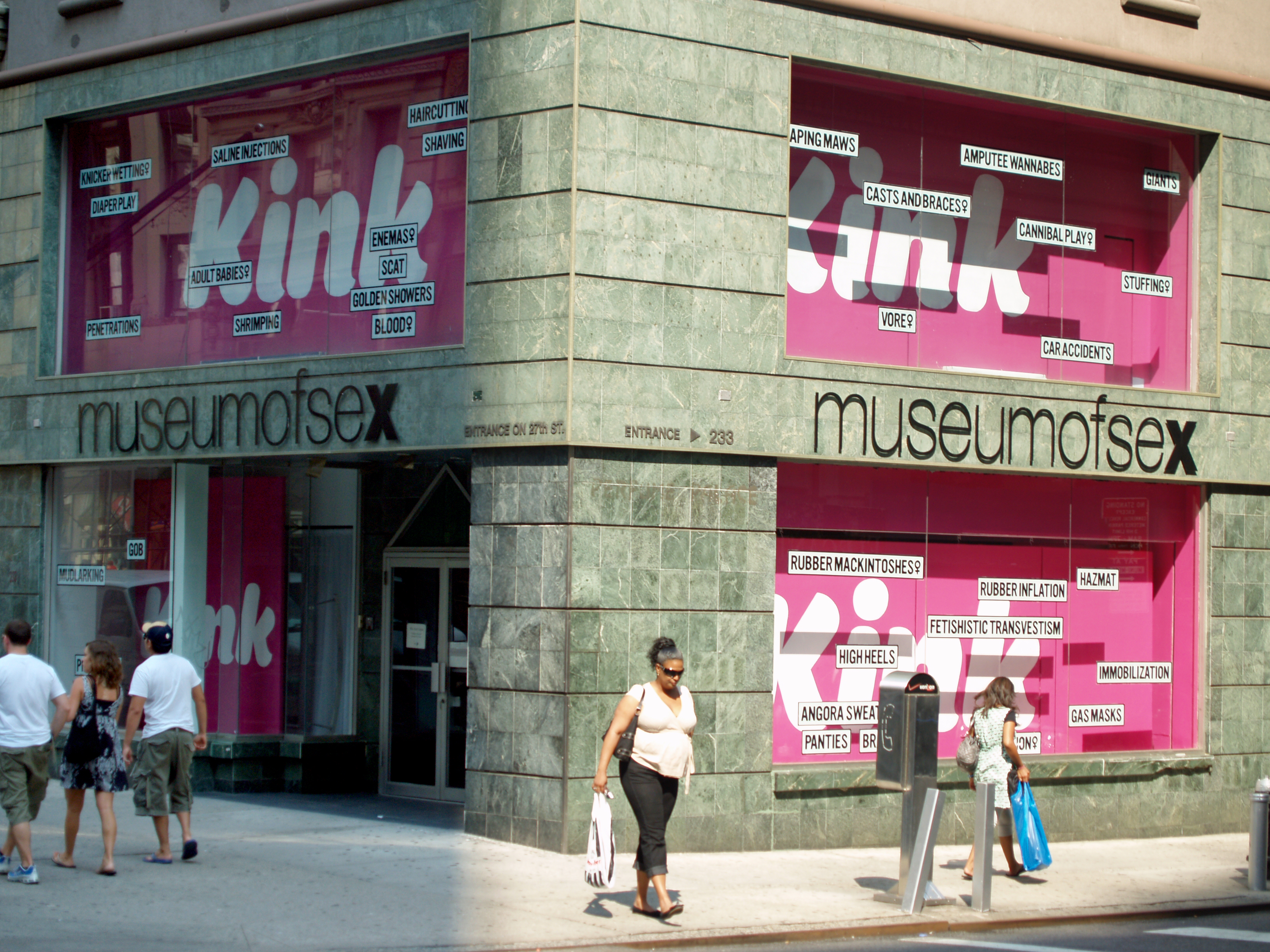
纽约性博物馆

性博物馆（英語：sex museum）是一种展示情色艺术（erotic art），历史上的性玩具，以及情色历史文件的博物馆。它们在1960年代末及1970年代，即性革命时代，在欧洲十分普遍。
1990年代后，这些博物馆经常被称为情色博物馆（erotic museums）或情色艺术博物馆（erotic art museums）以代替性博物馆的称谓。

## 著名性博物馆

### 美洲
- 旧金山的首家性博物馆由Ted McIlvenna于1970年代创建，现已关张。
- 纽约市性博物馆（Museum of sex）于2002年开张。[1]
- 好莱坞的好莱坞情色博物馆（Hollywood Erotic Museum）于2004年1月开张。（该博物馆当前关张，现成为Frederik的零售店）[2]
- 邁阿密海灘的世界情色艺术博物馆（World Erotic Art Museum）于2005年10月16日开张。[3]
- 拉斯维加斯的情色遗产博物馆（Erotic Heritage Museum）于2008年8月3日开张。[4]

### 欧洲

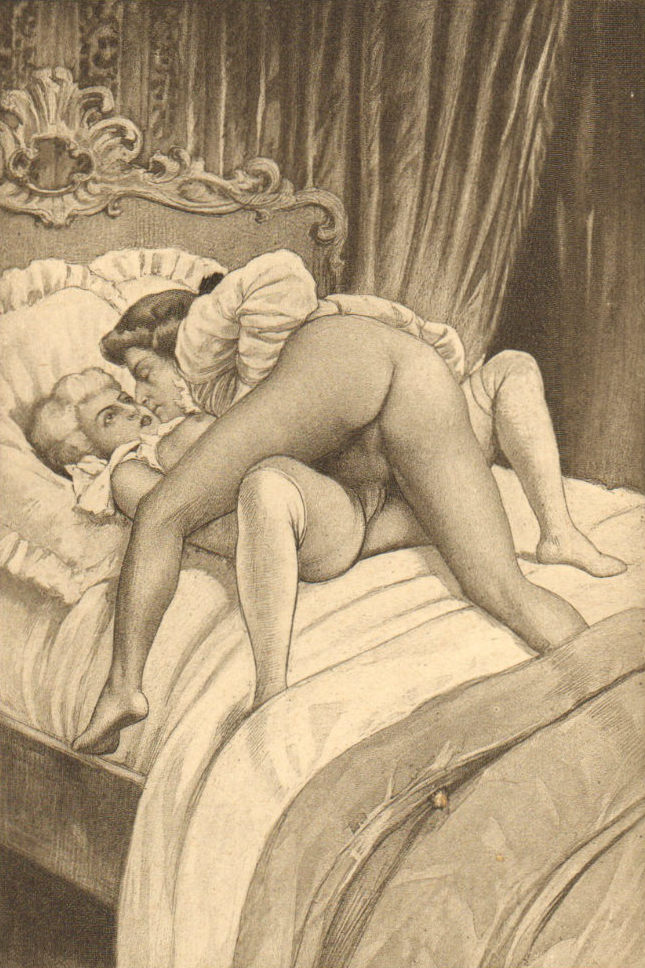

- 巴黎情色博物館（Musée de l'Érotisme）1998年开张。[5]
- 阿姆斯特丹中心红灯区德瓦伦有家小型性博物馆。附近達姆拉克大街（Damrak）上有第二家更大且更高档的博物馆——维纳斯神庙（Venus Temple），这是最古老的现仍营业的性博物馆，开张于1985年。维纳斯神庙被一个电台播客（video podcast）称为The Lowdownon NunoXEI.com。
- 汉堡的情色艺术博物馆（Erotic Art Museum）临近制绳者街（Reeperbahn），1992年开张。[6]
- 柏林比亚特·乌莎情色博物馆（Beate Uhse Erotic Museum）1996年开张。它号称是“世界最大的情色博物馆”。[7]
- 哥本哈根的情色博物馆（Museum Erotica）于1993年开张。[8]
- 巴塞罗那的情色博物馆（Museo de la Erotica）于1996年开张。[9]
- 俄罗斯首家性博物馆于2004年在圣彼得堡开张，它号称展出格里戈里·叶菲莫维奇·拉斯普京的阴茎。[10]
- 尽管本身不是性博物馆，那不勒斯国家考古博物馆（Museo Archeologico Nazionale di Napoli）仍于2000年在其「私密展览室」（Secret Room）中对公众开放了其有关历史上情色艺术的大规模收藏。这些古代的色情作品大多数来自希腊和罗马时代，许多是从临近的庞培城出土。[11]。
- 威尼斯的情色艺术博物馆（Museo d'Arte Erotica）于2006年2月开张，展出威尼斯情色史并展示历史上和当代的情色艺术。[12]
- 伦敦·爱（London amora），即爱·伦敦性与关系学院（Amora the London Academy of Sex and Relationships），2007年于伦敦开张。它并不强调情色和色情，而是关注有关诸如性高潮、性化学（sexual chemistry）以及性功能障碍的教育性展览。[13][14]
- 伦敦大英博物馆的Secretum 或 Cupboard 55藏有大英博物馆收藏的情色物品。
- 捷克共和国布拉格的性机器博物馆（Sex Machines Museum）藏有“机器的情色装置——其目的是带来欢乐和允许性交时超常和不一般的姿势——之博览。”该博物馆现展出“展览中的超过200件物品和机器装置，一个有关情色主题的艺术画廊，一个放映旧情色影片的电影院，情色服装和许多其他关于人类的性的东西。”[15]

### 亚洲和大洋洲
- 中国第一家对公众开放的性博物馆于1999年在上海市中心南京路建立；2001年它搬迁至城郊武定路。其名称为“中国古代性文化博物馆”（Museum of Ancient Chinese Sex Culture）或“达临文化展览”（Dalin Cultural Exhibition）——这是以其创办人，性学家，博士刘达临的名字命名。在2004年初，该馆再次搬迁到了苏州同里，现名中华性文化博物馆（China Sex Museum），拥有超过3000件情色制品。[16][17][18]
- 中华古代情爱文化博物馆于2010年在中国河北省邢台市天河山对外开放。[19]
- 广东丹霞山丹霞山性博文化博物馆于2004年3月，依托于丹霞山自然风景区开馆，至今入馆参观游客达到数十万人。
- 西安中华性文化博物馆(西安分馆)于2006年9月开馆，之后的一段时间引得议论纷纷，一度非常火爆，后因经营不善，少人问津，最终倒闭。
- 中国性文化博物馆是一座位于石景山计划生育委员会办公楼里的博物馆，是中国最早也是规模最大的性文化博物馆。因为它并不完全开放，再加上性这一敏感主题，使其平添了几分神秘。
- 印度的首家性博物馆于2002年在孟买开张。[20]
- 韩国的首家性博物馆，亚洲爱神博物馆（Asia Eros Museum），于2003年在临近首尔的仁寺洞开张。该博物馆此后关闭。[21]
- 韩国的济州爱之陆（Love Land）公园。
- 澳大利亚堪培拉的小型国立情色博物馆（National Museum of Erotica），2001年开张，2003年关张。
- 日本有许多称作“秘宝馆（日语：秘宝館）”（／ hihokan）的性博物馆分布于全国各地。它们坐落于受欢迎的观光点或目的地水疗（英语：Destination spa）（destination spa）胜地的娱乐中心，由个人而非组织经营。它们可追溯至1960－70年代；最近此类老年人娱乐胜地已经衰退，许多私人性博物馆在1990年代關閉。[22][23][24][25][26]

### 在线

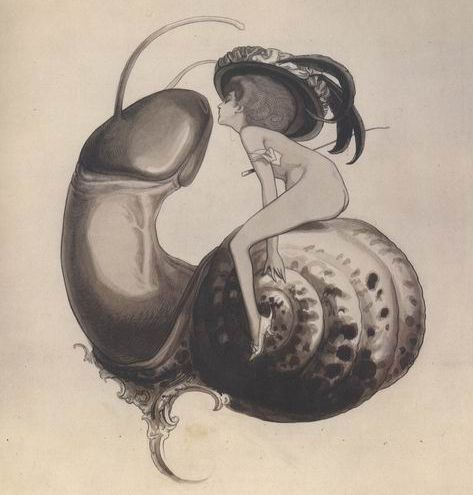

- AMEA/World Museum of Erotic Art（世界情色艺术博物馆） （页面存档备份，存于）是一个免费的在线性博物馆，设在阿姆斯特丹；它于1996年开始运行。
- The Venusberg Erotic Art-Museum（维纳斯山情色艺术博物馆） （页面存档备份，存于） 是一个虚拟情色博物馆，由一位德国收藏家于1997年创建，是付费网站（paysite）。
- 私立DMK情色艺术博物馆（DMK Erotic Art Museum）基于巴黎罗格·佩勒菲特（Roger Peyrefitte）收藏而建，于1982年由德国艺术品收藏家D. M. Klinger创建。它不对公众开放，虚拟入口于2006年开通。
- Venus erotic art museum（维纳斯情色艺术博物馆） （页面存档备份，存于）
- British Museum of Erotic Art.（不列颠情色艺术博物馆） （页面存档备份，存于）